# Emiliano Ellacopulos
Emiliano Nahuel Ellacopulos (Munro, Provincia de Buenos Aires, Argentina; 14 de enero de 1992) es un futbolista argentino con ascendencia griega. Juega como mediocampista por izquierda y su primer equipo fue Tigre. Actualmente milita en Ferro de la Primera Nacional.

## Trayectoria

### Inferiores
Jugó en infantiles y novena en River (fue campeón en el 2006) y octava en San Lorenzo, para llegar a Tigre en el 2008.

### Tigre
Surgió en las divisiones inferiores de Tigre. Si bien ya había integrado el banco de suplentes el 29 de noviembre del 2011 por el Campeonato de Primera División 2011-12 sin ingresar, el 27 de mayo de 2013 debutó en Primera División frente a Arsenal en Sarandí en el Campeonato de Primera División 2012-13. En dicha temporada sólo jugó 9 minutos de dicho partido, siendo que fue convocado en dos ocasiones para el banco de suplentes.
De cara al Campeonato de Primera División 2013-14, ya más afianzado en el equipo, empieza a tener un poco más de participación como suplente y llega a disputar 5 partidos del Torneo Inicial 2013, dándose el 15 de septiembre de 2013 su primer gol en la victoria por 2-0 frente a Rosario Central. en el Torneo Final 2014 continúa su participación en 5 juegos. También disputa 2 partidos por la Copa Argentina 2013-14 sin convertir goles. En total, disputó 12 partidos en la temporada, convirtiendo 1 gol en 600 minutos. 
En el Campeonato de Primera División 2014 pierde su lugar en la rotación y solamente llega a disputar 3 partidos sin convertir goles, en total en su primer etapa en el club de Victoria suma 16 partidos con 1 gol.

### Unión
Llega a préstamo para disputar el Campeonato de Primera División 2015, disputa solamente 5 partidos por el campeonato local en los que llega a convertir 1 gol y disputa un partido por la Copa Argentina 2015 en el que no marcó ningún gol. Si bien había firmado un contrato por un año hasta diciembre del 2015, por la falta de oportunidades, termina rescindiendo su contrato para irse a jugar a Europa.

### Kalloni
Se incorpora para disputar la Superliga de Grecia 2015-16, siendo esta su primer experiencia en el extranjero, juega un total de 18 partidos en los que llega a marcar 2 goles entre la superliga y la Copa de Grecia.

### Tigre
Vuelve de Grecia para jugar con el matador para disputar el Campeonato de Primera División 2016-17, disputa 14 partidos en los que convierte 1 único gol.

### Aldosivi
Llega en condición de libre tras cumplirse su contrato con Tigre, firma por un año para disputar el Campeonato de Primera B Nacional 2017-18, cumpliéndose su contrato el 30 de junio de 2018. En el tiburón llega a disputar 16 partidos, convirtiendo tres goles, fue una pieza muy importante en el equipo, al punto que terminó jugando el desempate por el ascenso con Almagro el 4 de mayo del 2018 y marcó el 2 a 1 parcial tras un rebote a los 15 del segundo tiempo, termina saliendo reemplazado a los 24 minutos ingresando en su lugar Ismael Quilez. El partido termina 3 - 1 consagrando campeón al tiburón y ascendiendo a primera división.

### Instituto
Se convierte en refuerzo de cara al Campeonato de Primera B Nacional 2018-19, firma por un año hasta el 30 de junio del 2019. debutó en La Gloria el 25 de agosto de 2018 contra Villa Dálmine, arrancando como titular y siendo reemplazado a las 11 del segundo tiempo. su primer gol se lo convierte a Ferro el 16 de febrero del 2019 por la 16 fecha del torneo. En total disputó 15 partidos con un solo gol.

### Temperley
Se convierte en el quinto refuerzo de cara al Campeonato de Primera Nacional 2019-20 tras la llegada de Emanuel Ibáñez, Alexis Vega, Federico Crivelli y Lucas Baldunciel al gasolero. Firma por un año hasta el 30 de junio del 2020. Debuta el 16 de septiembre en la derrota contra Estudiantes de Río Cuarto por 3 a 0, en el que ingresó en el segundo tiempo en lugar de Baldunciel Su primer gol lo marcó el 29 de febrero ante Alvarado. En total disputó 17 partidos en los que terminó marcando un único gol.
Tras el parate por el Covid se confirma la intención del gasolero de renovarle de cara al Campeonato Transición de Primera Nacional 2020, disputó 8 partidos por dicho torneo y un encuentro de Copa Argentina 2020 sin marcar goles en el transcurso de toda la temporada.

### Ferro
Se confirma la llegada al club de Caballito el 12 de marzo del 2021, llega con la pretemporada terminada por lo que deberá ponerse a punto de cara al Campeonato de Primera Nacional 2021. El contrato lo unirá a la institución hasta el 31 de diciembre del 2021. Fue al banco de suplentes por primera vez el 20 de marzo, sin ingresar en el partido contra Deportivo Morón. Su debut se daría en la fecha siguiente contra All Boys al ingresar en el minuto 11 del segundo tiempo en lugar de Juan Ignacio Sills Su primer partido como titular se daría 3 meses después el 11 de junio, en el partido contra Brown de Adrogué. Su primer gol con la camiseta del verdolaga lo marca el 24 de julio contra Güemes En total marca 4 goles en 24 partidos disputados, mostrando un gran nivel, llega a disputar partidos del reducido, pero por Covid se pierde el partido por el ascenso contra Quilmes, partido que Ferro termina perdiendo sin conseguir el ascenso.
Tras el desarme del plantel que peleó por el ascenso y el alejamiento de la dupla técnica de Favio Orsi y Sergio Gómez, se especula con un regreso al club para disputar el Campeonato de Primera Nacional 2022, pero se lo tiene como segunda opción en caso de que no llegue la primera opción. Finalmente, el 18 de febrero, tras varias idas y vueltas se confirma la renovación y se suma al plantel habiéndose perdido la pretemporada. Renueva hasta el 31 de diciembre del 2022 con el objetivo de ascender y debuta en el campeonato el contra Sacachispas al ingresar a los 17 minutos del segundo tiempo en lugar de Juan Pablo Ruiz Gómez. El primer gol se lo marca a Estudiantes de Caseros el 4 de junio.

## Estadísticas
Actualizado al 01 de octubre de 2022

| Tigre Argentina |                     |                     |     |    |   |   |   |    |     |    |
| 1.ª | 2011/12             | 0                   | 0   | 0  | 0 | - | - | 0  | 0   |    |
| 1.ª | 2012/13             | 1                   | 0   | 0  | 0 | - | - | 1  | 0   |    |
| 1.ª | 2013/14             | 10                  | 1   | 2  | 0 | - | - | 12 | 1   |    |
| 1.ª | 2014                | 3                   | 0   | -  | - | - | - | 3  | 0   |    |
| 1.ª | 2016/17             | 14                  | 1   | 0  | 0 | - | - | 14 | 1   |    |
| Total | Total               | 28                  | 2   | 2  | 0 | - | - | 30 | 2   |    |
| Unión Argentina |                     |                     |     |    |   |   |   |    |     |    |
| 1.ª | 2015                | 5                   | 1   | 1  | 0 | - | - | 6  | 1   |    |
| Total | Total               | 5                   | 1   | 1  | 0 | - | - | 6  | 1   |    |
| Kalloni · Grecia |                     |                     |     |    |   |   |   |    |     |    |
| 1.ª | 2015/16             | 15                  | 2   | 3  | 0 | - | - | 18 | 2   |    |
| Total | Total               | 15                  | 2   | 3  | 0 | - | - | 18 | 2   |    |
| Aldosivi Argentina |                     |                     |     |    |   |   |   |    |     |    |
| 2.ª | 2017/18             | 16                  | 3   | 0  | 0 | - | - | 16 | 3   |    |
| Total | Total               | 16                  | 3   | 0  | 0 | - | - | 16 | 3   |    |
| Instituto Argentina |                     |                     |     |    |   |   |   |    |     |    |
| 2.ª | 2018/19             | 15                  | 1   | 0  | 0 | - | - | 15 | 1   |    |
| Total | Total               | 15                  | 1   | 0  | 0 | - | - | 15 | 1   |    |
| Temperley Argentina |                     |                     |     |    |   |   |   |    |     |    |
| 2.ª | 2019/20             | 17                  | 1   | 0  | 0 | - | - | 17 | 1   |    |
| 2.ª | 2020                | 8                   | 0   | 1  | 0 | - | - | 9  | 0   |    |
| Total | Total               | 25                  | 1   | 1  | 0 | - | - | 26 | 1   |    |
| Ferro Argentina |                     |                     |     |    |   |   |   |    |     |    |
| 2.ª | 2021                | 24                  | 4   | -  | - | - | - | 24 | 4   |    |
| 2.ª | 2022                | 20                  | 1   | 2  | 0 | - | - | 22 | 1   |    |
| Total | Total               | 44                  | 5   | 2  | 0 | - | - | 46 | 5   |    |
| Total en su carrera | Total en su carrera | Total en su carrera | 148 | 15 | 9 | 0 | - | -  | 157 | 15 |
| (1) La copa nacional se refiere a la Copa Argentina y Supercopa Argentina . (2) La copa internacional se refiere a la Copa Sudamericana, Recopa Sudamericana, Copa Libertadores y Copa Suruga Bank. |                     |                     |     |    |   |   |   |    |     |    |

## Palmarés

### Campeonatos nacionales
| Título             | Club                      | País      | Año  |
| ------------------ | ------------------------- | --------- | ---- |
| Primera B Nacional | Aldosivi de Mar del Plata | Argentina | 2018 |